# 莲鹤方壶
莲鹤方壶是一对春秋时期的青铜器，于1923年在河南省鄭州市新鄭市李家楼大墓中出土。其中一件藏于北京故宫博物院青铜馆，另一件藏于河南博物院。属于中華人民共和国禁止出境展览文物。

## 器形
两件方壶分别高116、117厘米，口径30.5、24.9厘米。器形硕大，器身饰蟠螭纹。有冠盖，垂腹、圈足。壶冠为两层盛开的莲花瓣，盖顶为一只展翅欲飞的仙鹤；壶两侧有耳，造型为龙形兽；器腹四面各有一小兽，器足有两个卷尾兽。